# Nanomutilla
Nanomutilla André, 1900 — род ос-немок из подсемейства Ticoplinae.

## Распространение
Африка (Алжир, Ангола, Зимбабве, Кения, Марокко, ЮАР и др.), Ближний Восток (Иордания, Левант, Сирия и др.), Иберийский полуостров Европы. 

## Описание
Мелкие осы, длина менее 3 мм. Глаза опушенные. Пигидальное поле не развито. Самка осы-немки пробирается в чужое гнездо и откладывает яйца на личинок хозяина, которыми кормятся их собственные личинки.

## Систематика
Около 20 видов. Относится к трибе Ticoplini. Описанный ранее только по самцам двух видов род Ticopla Nagy, 1970 (типовой вид - Ticopla yoca Nagy, 1970) был в 2002 году сведён в синонимы к Nanomutilla André, 1900.
- Nanomutilla microsoma — Южная африка
- Nanomutilla nada Argaman, 1988
- Nanomutilla vaucheri (Tournier, 1895) typus (=Mutilla vaucheri)